# Idaho Falls
Idaho Falls is een plaats (city) in de Amerikaanse staat Idaho, en valt bestuurlijk gezien onder Bonneville County.

## Demografie
Bij de volkstelling in 2000 werd het aantal inwoners vastgesteld op 50.730.
In 2006 is het aantal inwoners door het United States Census Bureau geschat op 52.786, een stijging van 2056 (4.1%).

## Geografie
Volgens het United States Census Bureau beslaat de plaats een oppervlakte van
45,0 km², waarvan 44,2 km² land en 0,8 km² water.

## Plaatsen in de nabije omgeving
De onderstaande figuur toont nabijgelegen plaatsen in een straal van 24 km rond Idaho Falls.

## Geboren
- Mike Crapo (1951), senator voor Idaho